# タックスアンサー
タックスアンサー (TAX ANSER) とは、日本の国税庁が運営する税務相談の自動回答システムの名称である。ANSER は Automatic answer Network System for Electrical Request の略。
年々増加傾向にあった電話による税務相談に対応するため、1987年に電話音声による自動回答システムとしてスタートした。よくある質問項目が4桁の数字でコード化されており、利用者が聞きたい項目の番号を入力して用意された回答を音声で聞く仕組み。
その後、回答をファクシミリで受信する方法や、インターネットのWebサービスへと利用方法を拡大してきた。インターネット版は簡易版も用意されており、携帯電話からも閲覧が可能となっている。
「アンサー」の正規の綴りは上記のとおり ANSER であるが、ANSWER との誤認が多いため、ホームページのURLはwww.nta.go.jp/taxanswerとなっている。